# SM UC-70
SM UC-70 – niemiecki podwodny stawiacz min z okresu I wojny światowej, jedna z 64 zbudowanych jednostek typu UC II. Zwodowany 7 sierpnia 1916 roku w stoczni Blohm & Voss w Hamburgu, został przyjęty do służby w Kaiserliche Marine 22 listopada 1916 roku. W czasie służby operacyjnej w składzie Flotylli Flandria okręt odbył 10 patroli bojowych, w wyniku których zatonęły 33 statki o łącznej pojemności 27 078 BRT, a siedem statków o łącznej pojemności 27 513 BRT zostało uszkodzonych. SM UC-70 został zatopiony 5 czerwca 1917 roku w wyniku ostrzału przez brytyjskie monitory i niszczyciele portu w Ostendzie. Podniesiony i wyremontowany powrócił do służby. 28 sierpnia 1918 roku u wschodniego wybrzeża Anglii U-Boot został zatopiony wraz z całą załogą przez brytyjski niszczyciel HMS „Ouse”.

## Projekt i budowa
Dokonania pierwszych niemieckich podwodnych stawiaczy min typu UC I, a także zauważone niedostatki tej konstrukcji, skłoniły dowództwo Cesarskiej Marynarki Wojennej z admirałem von Tirpitzem na czele do działań mających na celu budowę nowego, znacznie większego i doskonalszego typu okrętu podwodnego. Opracowany latem 1915 roku projekt okrętu, oznaczonego później jako typ UC II, tworzony był równolegle z projektem przybrzeżnego torpedowego okrętu podwodnego typu UB II. Głównymi zmianami w stosunku do poprzedniej serii były: instalacja wyrzutni torpedowych i działa pokładowego, zwiększenie mocy i niezawodności siłowni, oraz wzrost prędkości i zasięgu jednostki, kosztem rezygnacji z możliwości łatwego transportu kolejowego (ze względu na powiększone rozmiary).
SM UC-70 zamówiony został 12 stycznia 1916 roku jako jednostka z III serii okrętów typu UC II (numer projektu 41, nadany przez Inspektorat U-Bootów), w ramach wojennego programu rozbudowy floty . Został zbudowany w stoczni Blohm & Voss w Hamburgu jako jeden z dziewięciu okrętów III serii zamówionych w tej wytwórni. UC-70 otrzymał numer stoczniowy 286 (Werk 286)  . Stępkę okrętu położono w 1916 roku , a zwodowany został 7 sierpnia 1916 roku. Koszt budowy okrętu wyniósł 2 mln 141 tys. marek.

## Dane taktyczno-techniczne
SM UC-70 był średniej wielkości przybrzeżnym okrętem podwodnym o konstrukcji dwukadłubowej. Długość całkowita wynosiła 50,35 metra, szerokość 5,22 metra i zanurzenie 3,64 metra . Wykonany ze stali kadłub sztywny miał 39,3 metra długości i 3,61 metra szerokości, a wysokość (od stępki do szczytu kiosku) wynosiła 7,46 metra . Wyporność w położeniu nawodnym wynosiła 427 ton, a w zanurzeniu 508 ton. Jednostka miała wysoki, ostry dziób przystosowany do przecinania sieci przeciwpodwodnych; do jej wnętrza prowadziły trzy luki: pierwszy przed kioskiem, drugi w kiosku, a ostatni w części rufowej, prowadzący do maszynowni . Cylindryczny kiosk miał średnicę 1,4 metra i wysokość 1,8 metra, obudowany był opływową osłoną . Okręt napędzany był na powierzchni przez dwa 6-cylindrowe, czterosuwowe silniki wysokoprężne MAN S6V26/36 o łącznej mocy 440 kW (600 KM), a pod wodą poruszał się dzięki dwóm silnikom elektrycznym SSW o łącznej mocy 460 kW (620 KM) . Dwa wały napędowe obracały dwie śruby wykonane z brązu manganowego (o średnicy 1,9 metra i skoku 0,9 metra) . Okręt osiągał prędkość 12 węzłów na powierzchni i 7,4 węzła w zanurzeniu . Zasięg wynosił 10 420 Mm przy prędkości 7 węzłów w położeniu nawodnym oraz 52 Mm przy prędkości 4 węzłów pod wodą . Zbiorniki mieściły 56 ton paliwa , a energia elektryczna magazynowana była w dwóch bateriach akumulatorów 26 MAS po 62 ogniwa, zlokalizowanych pod przednim i tylnym pomieszczeniem mieszkalnym załogi. Okręt miał siedem zewnętrznych zbiorników balastowych . Dopuszczalna głębokość zanurzenia wynosiła 50 metrów , a czas wykonania manewru zanurzenia 40 sekund.
Głównym uzbrojeniem okrętu było 18 min kotwicznych typu UC/200 w sześciu skośnych szybach minowych o średnicy 100 cm, usytuowanych w podwyższonej części dziobowej jeden za drugim w osi symetrii okrętu, pod kątem do tyłu (sposób stawiania – „pod siebie”). Układ ten powodował, że miny trzeba było stawiać na zaplanowanej przed rejsem głębokości, gdyż na morzu nie było do nich dostępu, co znacznie zmniejszało skuteczność okrętów. Uzbrojenie uzupełniały dwie zewnętrzne wyrzutnie torped kalibru 500 mm (umiejscowione powyżej linii wodnej na dziobie, po obu stronach szybów minowych), jedna wewnętrzna wyrzutnia torped kal. 500 mm na rufie (z łącznym zapasem 7 torped), oraz umieszczone przed kioskiem działo pokładowe kal. 88 mm L/30, z zapasem amunicji wynoszącym 130 naboi . Okręt wyposażony był w dwa peryskopy Zeissa: wachtowy i bojowy oraz radiostację z podnoszonym masztem o wysokości 10 metrów. Wyposażenie uzupełniała kotwica grzybkowa o masie 272 kg .
Załoga okrętu składała się z 3 oficerów oraz 23 podoficerów i marynarzy.

## Służba

### 1916 rok
22 listopada 1916 roku SM UC-70 został przyjęty do służby w Cesarskiej Marynarce Wojennej. Dowództwo jednostki objął por. mar. (niem. Oberleutnant zur See) Werner Fürbringer, dowodzący wcześniej UB-2, UB-17 i UB-39 .

### 1917 rok
Z dniem 1 lutego 1917 roku, rozkazem szefa sztabu admiralicji niemieckiej z 12 stycznia tego roku, U-Booty należące do czterech flotylli Hochseeflotte, Flotylli Flandria i Flotylli Pola rozpoczęły nieograniczoną wojnę podwodną. Po okresie szkolenia okręt został 22 lutego przydzielony do Flotylli Flandria . W dniach 10–22 marca UC-70 odbył pierwszy rejs bojowy na wody Zatoki Biskajskiej, stawiając dwie zagrody minowe. 16 marca U-Boot w estuarium Żyrondy zatopił dwie francuskie pilotówki: „Marthe Yvonne” (30 BRT) i „Cordouan” (28 BRT)  . Tego dnia po południu okręt stoczył pojedynek artyleryjski ze zbudowanym w 1908 roku francuskim parowym statkiem-pułapką „Marguerite VI” (852 BRT). Francuska jednostka płynęła pod banderą norweską jako „Norge”, więc UC-70 wynurzył się i rozpoczął ostrzał z działa pokładowego, uszkadzając przeciwnika . „Marguerite VI” także otworzył ogień z działa kal. 75 mm, zmuszając napastnika do zanurzenia. Dowódca U-Boota rozkazał odpalić torpedę, jednak ta nie opuściła wyrzutni i okręt po raz kolejny wynurzył się; nadlatujący samolot zniweczył jednak atak i UC-70 oddalił się w zanurzeniu, a statek-pułapka został odholowany do Bordeaux. Nazajutrz w estuarium Żyrondy okręt zatrzymał i zatopił dziewięć francuskich łodzi rybackich: „Alcide Marie” (26 BRT), „Camille Emile” (20 BRT), „Dieu Te Garde” (30 BRT), „Juliette” (29 BRT), „Louis XIV” (44 BRT), „Notre Dame Du Perpetuel Secours” (29 BRT), „Nozal” (34 BRT), „Renee Islander” (25 BRT) i „Rupella” (38 BRT) . W tym dniu na postawioną przez U-Boota nieopodal Groix minę wszedł zbudowany w 1904 roku brytyjski parowiec „Tasso” o pojemności 1859 BRT, przewożący materiały wojenne z Manchesteru do La Rochelle. Statek zatonął na pozycji 47°39′N 3°34′W/47,650000 -3,566667, a na jego pokładzie zginęło 19 osób wraz z kapitanem  . 18 marca nieopodal La Rochelle UC-70 zatopił francuski żaglowiec „Hyacinthe Yvonne” o pojemności 43 BRT , a u wybrzeży Wandei kolejne trzy łodzie rybackie: „Madone” (31 BRT), „Entente Cordiale” (22 BRT) i „Felicite Albert” (32 BRT) . Następnego dnia na postawionych przez U-Boota u wybrzeży Charente-Maritime minach zatonęły dwa parowce: zbudowany w 1892 roku norweski „Bergsli” o pojemności 2133 BRT, przewożący węgiel z Penarth do Blaye (na jego pokładzie zginęły cztery osoby)  oraz pochodzący z 1881 roku francuski „Michel” (1773 BRT), płynący z Newport do Bordeaux . 24 marca kolejną ofiarą postawionych przez UC-70 nieopodal Groix min został francuski holownik „Tapir” (200 BRT), który zatonął na pozycji 47°40′N 3°34′W/47,666667 -3,566667 ze stratą 15 członków załogi .
16 kwietnia w odległości 12 Mm na południowy zachód od latarni morskiej Beachy Head UC-70 zatrzymał i po ewakuacji załogi zatopił za pomocą ładunków wybuchowych zbudowany w 1898 roku brytyjski trzymasztowy szkuner ze stalowym kadłubem „Eduard” o pojemności 476 BRT, płynący pod balastem z Londynu do Port Talbot (na pozycji 50°34′N 0°05′E/50,566667 0,083333)  . Następnego dnia okręt postawił trzy zagrody minowe w kanale La Manche. Niedługo po tym na postawionej przez U-Boota na wschód od Wight minie doznał uszkodzeń zbudowany w 1914 roku brytyjski parowiec „Nirvana” (3419 BRT), przewożący towary rządowe z Hawru do Southampton (na pozycji 50°36′30″N 0°53′30″W/50,608333 -0,891667, nikt nie zginął) . 30 kwietnia nieopodal Worthing okręt zatopił zbudowany w 1879 roku norweski parowiec „Eden” o pojemności 1304 BRT, przewożący węgiel z Newcastle upon Tyne do Rouen (na pozycji 50°48′N 0°22′W/50,800000 -0,366667, bez strat w załodze) .
7 maja w odległości 4 Mm na południowy wschód od latarni morskiej Nab Tower na postawionej przez UC-70 minie zatonął zbudowany w 1888 roku brytyjski parowiec „Lowmount” o pojemności 2070 BRT, przewożący transport rudy żelaza na trasie Bilbao – Stockton-on-Tees (na pokładzie śmierć poniosło pięć osób)  . 18 maja okręt zatrzymał i po ewakuacji załóg zatopił dwie brytyjskie jednostki: zbudowany w 1903 roku parowiec „Dromore” (268 BRT), płynący pod balastem z Saint-Malo do Swansea (nieopodal Guernsey)   oraz pochodzący z 1869 roku drewniany kecz „C.E.C.G.” o pojemności 47 BRT (w odległości 30 Mm na południowy wschód od Start Point, na pozycji 50°48′N 4°48′W/50,800000 -4,800000) . 23 maja w odległości 29 Mm na północ od Ouessant UC-70 zatopił zbudowany w 1884 roku hiszpański parowiec „Begona N°3” (2699 BRT), transportujący rudę żelaza z Almeríi do Barrow-in-Furness (na pozycji 48°55′N 5°04′W/48,916667 -5,066667, bez strat w załodze) . 27 maja w odległości około 70 Mm na zachód od Ouessant UC-70 zatopił w ataku torpedowym zbudowany w 1898 roku francuski bark ze stalowym kadłubem „General De Boisdeffre” o pojemności 2195 BRT, przewożący azotany z Mejillones do Brestu (nikt z załogi nie ocalał) . Nazajutrz w odległości 110 Mm na południowy zachód od Ouessant U-Boot storpedował bez ostrzeżenia i zatopił zbudowany w 1888 roku brytyjski parowiec „Ancona” o pojemności 1168 BRT, przewożący ładunek drobnicy na trasie Falmouth – Lizbona (bez strat w ludziach) .
5 czerwca, gdy UC-70 znajdował się w stoczni w Ostendzie, port znalazł się pod ostrzałem brytyjskich monitorów HMS „Erebus” i HMS „Terror” oraz niszczycieli HMS „Botha”, HMS „Faulknor”, HMS „Lochinvar”, HMS „Lance”, HMS „Manly”, HMS „Mentor”, HMS „Moorsom” i HMS „Miranda”. O godzinie 5:30 okręt został trafiony i zatopiony na pozycji 51°14′N 2°55′E/51,233333 2,916667. U-Boot został później podniesiony i poddany długotrwałemu remontowi, który zakończył się 24 kwietnia 1918 roku.

### 1918 rok
15 kwietnia 1918 roku komendę nad SM UC-70 objął por. mar. Kurt Loch, dowodzący wcześniej UC-4 . 27 maja w odległości 20 Mm na północny wschód od Humber okręt zatopił brytyjską łódź motorową „Wayside Flower” (21 BRT) . Następnego dnia w odległości 13 Mm na południowy wschód od latarni morskiej Flamborough ten sam los spotkał kolejną brytyjską łódź motorową „Coronation” (19 BRT) . 4 czerwca na pozycji 54°23′N 0°13′E/54,383333 0,216667 U-Boot uszkodził zbudowany w 1911 roku brytyjski parowiec „Cento” o pojemności 3708 BRT, płynący pod balastem z Kingston upon Hull do Narwiku (w wyniku ataku śmierć poniosło trzech marynarzy) .
8 czerwca nowym dowódcą okrętu został mianowany por. mar. Karl Dobberstein, dowodzący uprzednio UC-11 i UB-40 . 9 lipca w odległości około 21 Mm na północny zachód od Hoek van Holland UC-70 zatrzymał i po ewakuacji załogi zatopił zbudowany w 1902 roku holenderski żaglowiec „Frederika” o pojemności 91 BRT, przewożący ładunek szkła i rybich łusek z Rotterdamu do Hawru . 17 lipca w odległości 15 Mm na południowy wschód od latarni morskiej Flamborough okręt uszkodził z działa pokładowego zbudowany w 1908 roku norweski żaglowiec z pomocniczym napędem motorowym „Elin” (139 BRT), transportujący węgiel z South Shields do Caen (jednostka została odholowana do Grimsby) . 21 lipca operujący u wschodnich wybrzeży Anglii U-Boot storpedował bez ostrzeżenia dwie brytyjskie jednostki handlowe: zbudowany w 1891 roku parowiec pasażerski „Mongolian” o pojemności 4892 BRT, płynący z Middlesbrough do Londynu, który zatonął w odległości 5 Mm na południowy wschód od Filey ze stratą 36 osób   oraz pochodzący z 1900 roku zbiornikowiec „Genesee”, płynący pod balastem z Middlesborough do estuarium Humber, który jedynie doznał uszkodzeń 4 Mm na północny zachód od latarni morskiej Flamborough (obyło się bez strat w załodze) . Dwa dni później w odległości 12 Mm na południe od ujścia Tees okręt storpedował zbudowany w 1913 roku brytyjski parowiec „Boorara” o pojemności 6570 BRT, przewożący ładunek drobnicy z Southampton do Newcastle upon Tyne (statek został uszkodzony, nikt nie zginął) . 24 lipca na wschód od Hartlepool UC-70 zatopił w ataku torpedowym zbudowany w 1906 roku grecki parowiec „Kilkis” (4302 BRT), płynący z Almeríi do Newcastle upon Tyne (na pozycji 54°42′N 1°01′W/54,700000 -1,016667) . Dwa dni później w odległości 2 Mm na wschód od latarni morskiej Flamborough okręt storpedował zbudowany w 1913 roku francuski parowiec „Ango” o pojemności 7393 BRT, płynący pod balastem z Falmouth do Hartlepool, jednak statek doznał jedynie uszkodzeń .
28 sierpnia w odległości 5 Mm na północny zachód od Whitby U-Boot storpedował bez ostrzeżenia zbudowany w 1887 roku uzbrojony brytyjski parowiec „Giralda” o pojemności 1100 BRT, płynący pod balastem z Londynu do Newcastle upon Tyne. Na pokładzie statku zginęło sześciu załogantów, a samą jednostkę usiłowano ratować poprzez sztrandowanie, jednak ostatecznie została utracona  .
Tego dnia około południa UC-70 najpierw został wykryty przez samolot, a następnie o godzinie 15:25 zatopiony bombami głębinowymi przez brytyjski niszczyciel HMS „Ouse” (na pozycji 54°32′N 0°40′W/54,533333 -0,666667) . Zginęła cała załoga, licząca w tym rejsie 31 osób.
Wrak okrętu spoczywa na głębokości 24 metrów i ma status chronionej mogiły wojennej (od czasu wydobycia w 1992 roku jednej ze śrub jednostki) .

### Podsumowanie działalności bojowej
SM UC-70 odbył 10 rejsów operacyjnych, w wyniku których zatonęły 33 statki o łącznej pojemności 27 078 BRT, a siedem statków o łącznej pojemności 27 513 BRT zostało uszkodzonych . Na pokładach zatopionych i uszkodzonych jednostek zginęło co najmniej 88 osób, w tym 36 na brytyjskim statku pasażerskim „Mongolian”  . Pełne zestawienie zadanych przez niego strat przedstawia poniższa tabela :
| Data             | Nazwa                             | Państwo          | Tonaż       | Los jednostki |
| ---------------- | --------------------------------- | ---------------- | ----------- | ------------- |
| 16 marca 1917    | „Marthe Yvonne”                   | Francja          | 30          | zatopiony     |
| 16 marca 1917    | „Cordouan”                        | Francja          | 28          | zatopiony     |
| 16 marca 1917    | „Margaret VI”                     | Marine nationale | 852         | uszkodzony    |
| 17 marca 1917    | „Alcide Marie”                    | Francja          | 26          | zatopiony     |
| 17 marca 1917    | „Camille Emile”                   | Francja          | 20          | zatopiony     |
| 17 marca 1917    | „Dieu Te Garde”                   | Francja          | 30          | zatopiony     |
| 17 marca 1917    | „Juliette”                        | Francja          | 29          | zatopiony     |
| 17 marca 1917    | „Louis XIV”                       | Francja          | 44          | zatopiony     |
| 17 marca 1917    | „Notre Dame Du Perpetuel Secours” | Francja          | 29          | zatopiony     |
| 17 marca 1917    | „Nozal”                           | Francja          | 34          | zatopiony     |
| 17 marca 1917    | „Renee Islander”                  | Francja          | 25          | zatopiony     |
| 17 marca 1917    | „Rupella”                         | Francja          | 38          | zatopiony     |
| 17 marca 1917    | „Tasso”                           | Wielka Brytania  | 1859        | zatopiony     |
| 18 marca 1917    | „Madone”                          | Francja          | 31          | zatopiony     |
| 18 marca 1917    | „Entente Cordiale”                | Francja          | 22          | zatopiony     |
| 18 marca 1917    | „Felicite Albert”                 | Francja          | 32          | zatopiony     |
| 18 marca 1917    | „Hyacinthe Yvonne”                | Francja          | 43          | zatopiony     |
| 19 marca 1917    | „Bergsli”                         | Norwegia         | 2133        | zatopiony     |
| 19 marca 1917    | „Michel”                          | Francja          | 1773        | zatopiony     |
| 24 marca 1917    | „Tapir”                           | Francja          | 200         | zatopiony     |
| 16 kwietnia 1917 | „Eduard”                          | Wielka Brytania  | 476         | zatopiony     |
| 17 kwietnia 1917 | „Nirvana”                         | Wielka Brytania  | 6021        | uszkodzony    |
| 30 kwietnia 1917 | „Eden”                            | Norwegia         | 1304        | zatopiony     |
| 7 maja 1917      | „Lowmount”                        | Wielka Brytania  | 2070        | zatopiony     |
| 18 maja 1917     | „C.E.C.G.”                        | Wielka Brytania  | 47          | zatopiony     |
| 18 maja 1917     | „Dromore”                         | Wielka Brytania  | 268         | zatopiony     |
| 23 maja 1917     | „Begona N°3”                      | Hiszpania        | 2699        | zatopiony     |
| 27 maja 1917     | „General De Boisdeffre”           | Francja          | 2195        | zatopiony     |
| 28 maja 1917     | „Ancona”                          | Wielka Brytania  | 1168        | zatopiony     |
| 27 maja 1918     | „Wayside Flower”                  | Wielka Brytania  | 21          | zatopiony     |
| 28 maja 1918     | „Coronation”                      | Wielka Brytania  | 19          | zatopiony     |
| 4 czerwca 1918   | „Cento”                           | Wielka Brytania  | 3708        | uszkodzony    |
| 9 lipca 1918     | „Frederika”                       | Holandia         | 91          | zatopiony     |
| 17 lipca 1918    | „Elin”                            | Norwegia         | 139         | uszkodzony    |
| 21 lipca 1918    | „Genesee”                         | Wielka Brytania  | 2830        | uszkodzony    |
| 21 lipca 1918    | „Mongolian”                       | Wielka Brytania  | 4892        | zatopiony     |
| 23 lipca 1918    | „Boorara”                         | Australia        | 6570        | uszkodzony    |
| 24 lipca 1918    | „Kilkis”                          | Królestwo Grecji | 4302        | zatopiony     |
| 26 lipca 1918    | „Ango”                            | Francja          | 7393        | uszkodzony    |
| 28 sierpnia 1918 | „Giralda”                         | Wielka Brytania  | 1100        | zatopiony     |
| RAZEM            | RAZEM                             | zatopione:       | zatopione:  | 33            |
| RAZEM            | RAZEM                             | uszkodzone:      | uszkodzone: | 7             |